# Alfred Vilar i Serra
Alfred Vilar i Serra (La Garriga, 1948) és un polític i empleat de banca català. Fou alcalde de La Garriga entre 1987 i 2003.
Treballador del sector de la banca, es va presentar com a alcaldable de La Garriga a les eleccions municipals de 1987, com a independent dins la candidatura de Convergència i Unió. Va guanyar les eleccions. Durant el seu mandat el poble va experimentar un creixement demogràfic, amb la creació de la urbanització de Can Illa, la creació de la biblioteca municipal, un casal de joves i la nova escola de música. També millorà les instal·lacions esportives del municpi, i creà tres centres escolars. A les eleccions de 1991, 1995 i 1999 va obtenir majoria absoluta. El 2002 va dir que no es presentaria a la reelecció, després d'haver sigut l'alcalde més longeu del segle XX a La Garriga. Va abandonar la política local i es va posar a treballar a l'empresa Leiro.
Anys després, el 2014, fou nomenat president de la Fundació Universitària Martí l'Humà de la Garriga.